# Irena
Irena és l'únic gènere d'ocells que forma la família dels irènids (Irenidae). Són petits moixons que habiten boscos i plantacions a zones tropicals de la l'Índia, sud-est asiàtic i Filipines.

## Distribució i hàbitat
Com els noms comuns suggereixen, l'irene asiàtica (I. puella) es troba al sud d'Àsia, l'irene de les Filipines (I. cyanogastra) en aquest arxipèlag i l'irene de Palawan (I. tweeddalii) a l'illa de Palawan.
L'irene asiàtica té una distribució discontínua des de l'Índia fins a Java i Vietnam. A l'Índia l'espècie és present al sud-oest del país i al nord-est. Des de Myanmar té una distribució contínua (en un hàbitat adequat) per la major part del sud-est asiàtic, fins a Borneo i Sumatra, així com a les illes Andaman. L'espècie és rara a Sri Lanka. L'irene de les Filipines es troba a Luzon, Polillo, Leyte, Samar, Mindanao, Dinagat i Basilan. L'irene de Palawan és endèmic de l'illa de Palawan.

## Morfologia
Els Irena són ocells robusts que s'assemblen als oriols del Vell Món en forma i mida. Els mascles són més grossos que les femelles. Pesen entre 50 i 100 g, una part d'aquesta variació és causada per diferències sexuals i d'altres per variació geogràfica.

## Comportament
S'alimenten en parelles o grups reduïts (poques vegades es veuen els individus sols) per obtenir menjar. Les fruites, especialment les figues del gènere Ficus, són l'element més important en la dieta dels Irena. Generalment mengen fruites d'una determinada mida i aixafen fruites més grosses per tal de fer-les manejables. La majoria dels aliments s'obtenen al dosser. A més de fruites es poden menjar baies, així com nèctar, encara que aquest comportament només s'ha comprovat en ocells a l'Índia. Tanmateix, a diferència dels adults els insectes són el component principal de la dieta dels pollets. A les Filipines s'ha observat ocells seguint grups de macacos, possiblement per tal de capturar els insectes que porten associats.
Les exhibicions de festeig per part dels mascles inclouen vocalitzacions elaborades, a les quals la femella respon amb la construcció del niu. Els nius es construeixen en arbres o arbustos alts a partir de branques, molsa i herbes, i els mascles i les femelles cooperen en la cria dels pollets.

## Taxonomia
Els primers científics que van estudiar els Irena els van situar en el gènere Coracias, presumiblement per la intensitat del blau del plomatge iridescent de la part posterior. Això va ser posat en dubte a la dècada de 1820 per Thomas Horsfield i Coenraad Temminck, que van suggerir una relació amb els drongos. També es col·locava de diferents maneres amb els bulbuls i els Oriòlids. Sobre la base dels estudis d'hibridació ADN-ADN de Sibley i Alhquist, els parents més propers s'han identificat ara com els verdets. Aquesta relació va ser confirmada per un gran estudi filogenètic molecular publicat el 2019 que va trobar que la família Irenidae era germana de la família Chloropseidae que contenia els verdets. Els verdets de vegades s'inclouen en la família Irenidae amb els irenes, però el temps transcorregut des de l'aparent divergència suggereix que es tracten millor com a famílies separades.
L'irene de Palawan (I. tweeddalii) es va separar de l'irene asiàtica (I. puella) en funció de la divergència filogenètica i les diferències morfomètriques i de plomatge (Moltesen et al. 2012; Allen 2020; HBW/BLI).
Se n'han descrit dues espècies dins aquest gènere:
- Irene asiàtica - Irena puella.
- Irene de les Filipines - Irena cyanogastra.
- Irene de Palawan - Irena tweeddalii.